# Argencine
Argencine es un ciclo de cine que surge en el año 2005 a partir de la colaboración entre la Consejería de Cultura y Deporte de la Comunidad de Madrid y el Instituto Nacional de Cine y Artes Audiovisuales de Argentina. Ambas instituciones firman un acuerdo para realizar cada año un festival en Madrid y en Buenos Aires, en los que se proyecta cine madrileño y argentino respectivamente. Desde entonces y hasta el 2011 por el momento, tiene lugar Argencine (años impares) y Madridcine (años pares). El objetivo de este acuerdo es dar a conocer ambas cinematografías para el público de Madrid y Buenos Aires, así como favorecer la colaboración y la unión entre el cine madrileño y el cine argentino.
La mecánica de este ciclo de cine funciona de la siguiente manera: se exhiben siete películas de producción argentina reciente que no hayan sido estrenadas en Madrid, junto con una revisión de siete películas españolas en las que aparezcan actores argentinos residentes en Madrid. En el caso de Madridcine ocurre lo mismo, pero en orden inverso.
Según han ido avanzando las ediciones, se han ido modificando estas bases, de tal forma que podemos ver el nacimiento de ciclos dedicados al cine documental o al cortometraje, como secciones fijas dentro de este festival.
El objetivo principal de esta unión de cinematografías es fomentar las relaciones de ambas a nivel profesional y cultural, dar a conocer el cine madrileño en Argentina y el cine argentino en Madrid, tanto a profesionales del medio como al público en general, y favorecer la cooperación entre ambos, cine argentino y cine madrileño, para fomentar coproducciones que puedan resultar favorecedoras para ambos países y para la cultura y el cine.

## Ediciones

### Edición 2005
La primera edición de Argencine tuvo lugar en el año 2005, del 30 de septiembre al 6 de octubre,  y se presentó en los cines Palafox de Madrid y en el Centro Cultural El águila. Fueron alrededor de 3.500 personas las que acudieron a este ciclo de cine en su nacimiento, reuniendo tanto a público normal como a profesionales del mundo del cine. Los directores, productores y actores homenajeados en esta muestra de cine acudieron a presentar la película por la que se había reconocido su trabajo, reuniéndose así los mejores profesionales de ambas cinematografías e intercambiando sensaciones, tanto a nivel profesional como cultural.
Como resultado de este festival, dos de las películas argentinas preestrenadas en la muestra del “Panorama del nuevo cine argentino”, consiguieron distribución en España.
Panorama del nuevo cine argentino
* Iluminados por el fuego de Tristán Bauer
* Whisky Romeo Zulu de Enrique Piñeyro. Consigue distribución comercial en España.
* Cómo pasan las horas de Inés de Oliveira Cézar
* Ay, Juancito de Héctor Olivera. Consigue distribución comercial en España.
* 18-J de Daniel Burman, Adrián Caetano, Lucía Cedrón, Alejandro Doria, Alberto Lecchi, Marcelo Schapces, Carlos Sorín, Juan Bautista Stagnaro, Adrián Suar y Mauricio Wainrot
* El último bandoneón de Alejandro Saderman
* El tigre escondido de Luis Barone
Vivir en Madrid
* Tapas de José Corbacho y Juan Cruz
* La vida por delante de Fernando Fernán Gómez
* Intacto de Juan Carlos Fresnadillo
* Sé quien eres de Patricia Ferreyra
* Todo sobre mi madre de Pedro Almodóvar
* El nido de Jaime de Armiñan
* Nadie hablará de nosotras cuando hayamos muerto de Agustín Díaz Yanes

### Edición 2007
La segunda edición de Argencine se desarrolla en la semana del 19 al 26 de abril de 2007 y tiene como sede oficial los Cines Palafox. Cuenta espacios nuevos respecto a la edición anterior como son el Ciclo de Coproducciones Hispano-Argentinas ,  Argentina en Corto, así como un espacio de Homenajes a distintos profesionales del mundo del cine en Argentina y Madrid.
Panorama del nuevo cine argentino
* A través de tus ojos de Rodrigo Fürth.
* Chile 672
* Crónica de una fuga de Adrián Caetano.
* La peli de Gustavo Postiglione.
* Las manos de Alejandro Doria
* Manuel de Falla, músico de dos mundos de José Luis Castiñeira de Dios
Ciclo de Coproducciones Hispano-Argentinas
* El método de Marcelo Piñeyro
* Elsa y Fred de Marcos Carnevale
* Las huellas borradas de Enrique Gabriel
* Roma de Adolfo Aristarain
* El aura de Fabián Bielinsky
* La fuga de Eduardo Mignogna
* La mano en la trampa de Leopoldo Torre Nilsson.
Argentina en Corto
* La espera
* Trillizas propaganda
* Corte final
* La vanidad de las luciérnagas
* La profesora
* El secreto de la sangre
* Los visitantes
* Sueño profundo
Homenajes
Argencine 2007 rinde homenaje a los directores Marcelo Piñeyro, Adolfo Aristarain y Marcos Carnevale; los productores Enrique González Macho, José Antonio Félez y Geraldo Herrero; y los actores Manuel Alexandre, Juan Diego Botto, Eduardo Noriega, Alberto Jiménez Arias y Elena Anaya.

### Edición 2009
La tercera edición de Argencine tuvo lugar del 12 al 19 de junio de 2009, repitiendo sede en el Palafox, lugar donde se proyectaron los mejores largometrajes procedentes de Argentina que aún no habían sido estrenados en España, así como una selección de cortometrajes, y, por primera vez, una muestra de documentales. A diferencia de las anteriores, el precio por asistencia a estas proyecciones fue de 1 euro, un precio que respondía más a cuestiones simbólicas que económicas.
Además esta edición cuenta con una sesión especial dedicada a la proyección de la película de Juan Taratuto Un novio para mi mujer, que tuvo lugar en la sede de la Academia de Cine en Madrid.
Panorama nuevo cine argentino
* Música en espera de Hernán A. Goldfrid
* La sangre brota de Pablo Fendrik
* Lluvia de Paula Hernández
* El vestido Paula de Luque
* El artista de Mariano Cohn y Gastón Duprat
* La cámara oscura de María Victoria Menis
* Amorosa soledad de Martín Carranza y Victoria Galardi
* Motivos para no enamorarse de Mariano Mucci
Primera muestra de documentales
* Café de los maestros de Miguel Kohan.
* Imaginadores de Daniela Fiore
* Mundo alas de Sebastián Schindel, León Gieco y Fernando Molnar
* Hacer patria de David Blaustein
* Haroldo Conti, Homo Viator de Miguel Mato.
De lo breve, lo mejor
Sección dedicada al cortometraje con la proyección de cinco cortos de la Escuela Nacional de Experimentación y Realización Cinematográfica (ENERC) del Instituto Nacional de Cine y Artes Audiovisuales de Argentina.
* Julio y Bill de Agustín Iñiguez.
* Las piedras no flotan de Fabián Cristóbal.
* Equilátero de Javier Altholz.
* La canción del inmigrante  de Federico Menéndez
* Un santo para Telmo de Gabriel Stagnaro
Homenajes
La Comunidad de Madrid y el Instituto Nacional de Cine y Artes Audiovisuales de la Argentina en esta tercera edición de Argencine decidieron otorgar un homenaje especial a los actores Ángela Molina y Diego Peretti, destacando la intensa trayectoria profesional que ambos han tenido en el cine argentino y español.

### Edición 2011
La cuarta edición del ciclo de cine Argencine se desarrolló del 28 de abril al 5 de mayo de 2011, repitió sede en los cines Palafox, al igual que mantuvo las secciones de la edición anterior: Panorama del Nuevo Cine Argentino, la Segunda Muestra de Documentales y De lo breve, lo mejor. En esta muestra tuvo cabida también un espacio para el homenaje a distintos profesionales del sector cinematográfico. Como novedad y con motivo de la coincidencia del ciclo de cine con las madrileñas fiestas del 2 de mayo, fueron muchos los centros culturales de la capital española los que decidieron sumarse a la organización y proyectar cine de origen argentino.
Panorama del Nuevo Cine Argentino
* Cerro Bayo de Victoria Galardi.
* Felicitas de Teresa Costantini
* Rompecabezas de Natalia Smirnoff
* El Mural de Héctor Olivera
* Aballay, el hombre sin miedo de Fernando Spiner
* La mirada invisible de Diego Lerman
* Por tu culpa  de Anahí Berneri
Segunda Muestra de Documentales
* El fin del Potemkin de Misael Bustos
* El último aplauso de Germán Kral
* Homero Manzi, un poeta en la tormenta de Eduardo Spagnuolo
* Imagen final de Andrés Habegger
De lo breve, lo mejor
* Alicia de Tamara Viñes.
* Amor crudo de Martín Deus, Juan Chappa.
* Coral de Ignacio Chaneton.
* El empleo de Santiago Bou Grasso.
* Lapsus de Juan Pablo Zaramella.
* Los teleféricos de Federico Actis.
* Medianeras de Gustavo Taretto.
Homenaje
Las entidades organizadores de esta cuarta edición de Argencine decidieron realizar un homenaje especial a los actores Mercedes Sampietro y Eduardo Blanco